# Pessimist (americká hudební skupina)
Pessimist (v překladu z angličtiny pesimista) je americká death metalová kapela založená v roce 1993 ve městě Baltimore v Marylandu.
Debutní studiové album s názvem Cult of the Initiated vyšlo roku 1997 u Lost Disciple Records.

## Diskografie

### Demo nahrávky
- Dark Reality (1993)
- Dark Reality II (1994)

### Studiová alba
- Cult of the Initiated (1997)
- Blood for the Gods (1999)
- Slaughtering the Faithful (2002)

### EP
- Absence of Light (1995)

### Kompilace
- Evolution unto Evil (2008)